# فام فان ثانه
فام فان ثانه هو لاعب كرة قدم فيتنامي في مركز الهجوم، ولد في 16 مارس 1994 في محافظة تهاي بنه في فيتنام. لعب مع نادي هانوي.

## وصلات خارجية
- فام فان ثانه على موقع قاعدة بيانات كرة القدم.إي يو (الإنجليزية)
- فام فان ثانه على موقع Soccerway.com (الإنجليزية)